# Serguéi Kornilenko
Sergei Kornilenko es un exfutbolista bielorruso que jugaba de delantero, siendo el Krylia Sovetov ruso su último equipo. Fue internacional con la selección de fútbol de Bielorrusia.

## Carrera
Kornilenko comenzó su carrera en el Lokomotiv-96 Vitebsk donde jugó en el año 2000. Su siguiente club fue el FK Dinamo Minsk, donde logró un gran rendimiento ya que jugó 68 partidos en este club y anotó un total de 27 goles. Su siguiente club fue el FC Dinamo de Kiev en donde jugó pocos partidos.

### Dnipro
Kornilenko fichó por el Dnipro Dnipropetrovsk en el año 2005. Allí jugó 88 partidos y marcó 25 goles, motivo por el cual fue fichado por el FC Tom Tomsk, en donde solo duró una temporada.

### Zenit
En el año 2009 el Zenit de San Petersburgo se hace con los servicios de Kornilenko, sin embargo, apenas juega en el club ruso y de esta etapa únicamente destacan sus cesiones. La más fructífera para él fue su vuelta como cedido al FC Tom Tomsk donde marcó 11 goles en 15 partidos. Durante su etapa en el Zenit estuvo cedido también en el Rubin Kazan y en el Blackpool FC.

### Krylia Sovetov
En 2011 fue fichado por el club ruso del Krylia Sovetov, en el que permaneció hasta su retirada en 2019 para integrarse en el cuerpo técnico.

## Clubes
- Lokomotiv-96 Vitebsk (2000)
- FK Dinamo Minsk (2000-2003)
- FC Dinamo de Kiev (2004)
- Dnipro Dnipropetrovsk (2004-2008)
- FC Tom Tomsk (2008-2009)
- Zenit de San Petersburgo (2009-2011)
- FC Tom Tomsk (2010) (cedido)
- Rubin Kazan (2010) (cedido)
- Blackpool FC (2011) (cedido)
- Krylia Sovetov (2011-2019)